# Minor Victories
Minor Victories est un groupe britannique formé en 2015.

## Histoire du groupe
Minor Victories est un supergroupe composé de Rachel Goswell de Slowdive, Stuart Braithwaite de Mogwai, Justin Lockey d'Editors et de son frère, le réalisateur James Lockey.
L'idée d'un tel projet revient à Justin Lockey qui désirait créer un EP porté par une voix féminine. Il contacte Rachel Goswell et il lui transmet le morceau « Out to Sea », ce qui la convainc de s'associer à cette nouvelle formation. Ils sont ensuite rejoints par Stuart Braithwaite et James Lockey. L'enregistrement des morceaux est réalisé à distance, les échanges se faisant via Internet.
Le groupe est dévoilé sur les réseaux sociaux en juillet 2015 avec l'annonce d'un prochain album, remplaçant l'idée initiale d'un EP. Quelques jours plus tard, une vidéo teaser nommé Film One est publiée, contenant de courts extraits de chansons à venir. Pour assurer la promotion de l'album, diverses vidéos sont mises en ligne, comme celle illustrant le titre « A Hundred Ropes » le 22 février 2016 ou encore « Cogs » le 1er août 2016. L'album, Minor Victories, sort le 3 juin 2016.
Ce disque comprend des collaborations avec Mark Kozelek de Sun Kil Moon sur le titre « Scattered Ashes (Song For Richard) » et James Graham de The Twilight Sad sur « For You Always ».
Une version instrumentale, nommée Orchestral Variations, sort le 27 janvier 2017. Elle est supervisée par Justin Lockey secondé par Paul Gregory du groupe Lanterns On The Lake. Cet album compile des morceaux parus sur le disque Orchestral Variations Part 1 sorti chez Rough Trade avec quatre inédits et des titres téléchargeables provenant de la version japonaise de l'album Minor Victories. Orchestral Variations est disponible sur format physique sous la forme d'un double LP et d'un CD.

## Membres
- Rachel Goswell - chant, guitare
- Stuart Braithwaite – guitare, chant
- Justin Lockey – guitare, clavier, synthétiseur
- James Lockey - basse